# Torre Shachar
La Torre Shachar (en hebreo: מגדל השחר) (transliterado: Migdal HaSachar) es un rascacielos ubicado en la ciudad israelí de Givatayim, cerca de las ciudades de Ramat Gan y Tel Aviv. La construcción comenzó en el año 2012 y terminó en enero de 2017. La Torre Shachar está ubicada en la calle Ariel Sharon en Givatayim y tiene 57 plantas. Las primeras 37 plantas inferiores están destinadas a oficinas y a locales comerciales. Los 17 plantas superiores tienen 149 apartamentos y en la planta 38 se construyó un vestíbulo residencial. La torre tiene cinco niveles de estacionamiento subterráneo. El edificio tiene una altura de 201 metros y 50 centímetros.